# Maesa lobuligera
Maesa lobuligera är en viveväxtart som beskrevs av Carl Christian Mez. Maesa lobuligera ingår i släktet Maesa och familjen viveväxter. Inga underarter finns listade i Catalogue of Life.